# АЕК (футбольний клуб, Афіни)
«Ф.К. AEK» (грец. Αθλητική Ένωσις Κωνσταντινουπόλεως — Атлітікі Еносіс Константінуполеос, Атлетичний союз Константинополя) — професійний грецький футбольний клуб із міста Афіни, Греція.
Заснований у Афінах 13 квітня 1924 року грецькими біженцями із Константинополя (зараз Стамбул), вигнаними із Туреччини після поразки Греції в Греко-турецькій війні 1919—1922. AEK став одним із найуспішніших клубів грецького футболу, вигравши 31 національних титулів (включаючи 12 перемог у чемпіонаті Греції, 13 Кубків Греції, 1 Кубок Ліги, 1 Кубок Середземноморських ігор 1991 і 3 Суперкубки).
На європейській арені найкращими виступом в історії клубу залишається вихід до півфіналу Кубка УЄФА у сезоні 1976—77. У груповому етапі Ліги чемпіонів AEK брав участь 4 рази: в сезонах 1994—95 (0 перемог, 2 нічиї, 4 поразки, різниця м'ячів 3−9, 2 очки, 4-е місце у групі), 2002—03 (0, 6, 0, 7−7, 6 очок, 3-є місце), 2003—04 (0, 2, 4, 1−11, 2 очки, 4-е місце), 2006—07 (2, 2, 2, 6−9, 8 очок, 3-є місце), жодного разу не зміг пробитися до наступного раунду змагань. Крім того, команда один раз дійшла до чвертьфіналу Кубка чемпіонів — у сезоні 1968—69 — і два роки поспіль до стадії 1/4 Кубка володарів кубків: у 1996—97 і 1997—98 (AEK поступився московському «Локомотиву», пропустивши вирішальний гол на останніх секундах).

## Історія

### Заснування і ранні роки (1924–1944)
13 квітня 1924 року група грецьких біженців із Константинополя (серед яких були спортсмени із клубів Пери і Константинополя) зустрілася у спортивній крамниці «Еміліос і Меналаос», що знаходиться на вулиці Веранзеру, у самому центрі Афін та вирішила заснувати клуб AEK (Атлетичний Союз Константинополя).
Засновники АЕКа створили клуб із метою забезпечити спортивний і культурний розвиток біженцям, переважно із Константинополя і Анатолії, що оселилися у нових передмістях Афін (Неа-Філадельфія, Неа-Іонія, Неа-Халкідона, Неа-Смірні). Перший матч клуб провів проти місцевого «Аяса» і переміг 2:0.
Спочатку AEK не мав свого власного стадіону, тому матчі проводив на різних полях Афін, включаючи стадіони «Храму Зевса Олімпійського» та «Леофорос Александрас».
Перший президент АЕКа, Константінос Спанудіс (1871-1941), журналіст і товариш тодішнього прем'єр-міністра Греції Елефтеріоса Венізелоса, попросив уряд дати землю на будівництво нового футбольного стадіону. У 1926 році, земля, яка знаходилась у передмісті Неа-Філадельфія і призначалася для будівництва будинків для біженців, була подарована клубу. Спершу AEK використовував стадіон як тренувальний майданчик (проте неофіційно) і лише у 1930 році він став власністю клубу. Згодом Венізелос ухвалив рішення головної домашньої арени для AEK'а — стадіон «Нікос Гумас». Перший домашній матч на новому стадіоні AEK провів у листопаді 1930 року, це була товариська зустріч проти «Олімпіакоса», яка завершилась у нічию 2:2.
У 1931 році, AEK здобув свій перший Кубок Греції, перемігши у фіналі «Аріс» із рахунком 5:3. Зірками і лідермами AEK'а у той час були такі гравці як Костас Негрепонтіс (ветеран клубу Пери), Клеантіс Маропулос, Тріфон Дзанетіс, Міхаліс Далавініас, Йоргос Магейрас та Спірос Склавунос. Хоч клуб і домінував у 1930-х роках, проте виграти титули вдавалося у 1939 році, коли AEK зробив свій перший дубль: виграв Альфа Етнікі і Кубок Греції. Вже у наступному сезоні 1939—40 AEK вдруге став чемпіоном країни.

### Після Другої світової війни
AEK здобув Кубок Греції у 1949, 1950 і 1956 роках. У сезоні 1962—63 AEK виграв свій третій чемпіонат країни, в основному завдяки зусиллям нападника Костаса Несторідіса, який у 5 раз поспіль виборов звання найкращого бомбардира Альфа Етнікі. У 1964 і 1966 AEK знов здобув Кубок Греції, а у 1968 виграв чемпіонат і став першим футбольним клубом Греції, якому вдалося дійти до чвертьфіналу Кубка Європейських чемпіонів у 1969 році.
В додаток, AEK став чемпіоном і у 1971 році (вдруге за останні чотири роки).

### Ера Барлоса
У 1974 році президентом став Лукас Барлос і призначивши чесько-нідерландського спеціаліста Франтішека Фардхонка головним тренером, зумів зібрати найкращу команду в історії клубу. За часів управління Барлоса за AEK грала одна із найкращих плеяд грецьких футболістів.
У сезоні 1976—77 році, відомий лідером і капітаном Мімісом Папаіоанну, дійшов до півфіналу Кубка УЄФА, і став першим грецьким клубом, якому це вдалося. Обігравши на своєму шляху такі команди, як «Динамо» (Москва) 2:0, «Дербі Каунті» 2:0 і 3:2, «Црвена Звезда» 2:0 і «Куїнз Парк Рейнджерс» 3:0 та 7:6 по пенальті, AEK дійшов до півфіналу і там поступився туринському «Ювентусу», який пробившись до фіналу, здобув свій перший європейський трофей.
У 1978 році AEK зробив дубль: виграв Альфа Етнікі і здобув Кубок Греції. У 1979 році AEK вдруге поспіль виграв національну першість. У тому ж році закінчилося будівництво стадіон «Нікос Гумас», була прибудована крита трибуна Скепасті (грец. Σκεπαστή), яка пізніше стала основної трибуною для групи вболівальників AEK'а, відомою як Original 21. Якраз у цей період спортивна академія AEK'а виховала нову плеяду зірок, серед яких Стеліос Манолас, Спірос Економопулос, Вангеліс Влахос і Лісандрос Георгамліс.

### 1981–1999
Із новим президентом Міхалісом Аркадісом і австрійським тренером Гельмутом Сенековічем AEK здобув Кубок Греції у 1983 році, обігравши у фіналі ПАОК 2:0 на новозбудованому Олімпійському стадіоні у Афінах. Голи у тому матчі забили Томас Маврос 21-річний капітан Вангеліс Влахос.
У 1989 році AEK виграв Альфа Етнікі і Суперкубок Греції.
Після тріумфу попереднього сезону, команда під керівництвом Душана Баєвіча, стала однією із найуспішніших у своїй історії. AEK відомий такими гравцями, як Стеліос Манолас, Тоні Савевскі, Даніел Батішта, Вайос Караянніс, Васіліс Дімітріадіс, Йоргос Саввідіс, Алекос Александріс і Рефік Шабанаджовіч домінував у грецькому футболі у 1990-х роках, вигравши тричі поспіль національний чемпіонат (1992, 1993, 1994). Також клуб здобув Кубок Греції у сезоні 1989—90 (перемігши у фіналі «Олімпіакос» 3:2) і Кубок Середземноморських ігор 1991 (у фіналі обігравши ОФІ 1:0)
У сезоні 1994—95 AEK став першим грецьким клубом, який взяв участь у груповому раунді розіграшу Ліги чемпіонів. Обігравши чемпіона Шотландії у кваліфікаційному раунді «Рейнджерс», AEK потрапив до групи D, у якій також змагалися «Аякс», «Мілан» і «Аустрія» (Зальцбург). AEK програв 4 матчі і у двох зіграв унічию, посівши останнє місце у групі. Із президентом Міхалісом Троханасом і тренером Душаном Баєвічем клуб виграв Кубок Греції у сезонах 1995—96 і 1996—97, а також Суперкубок у 1996 році. Впродовж сезонів 1996—97 і 1997—98 AEK двічі поспіль виходив до чвертьфіналу Кубка володарів Кубків. Клуб виборов Кубок Греції у сезонах 1999—00 і 2001—02 (у четвертий раз поспіль за останні 7 років).

### Наш час
27 вересня 2010 року Душан Баєвич залишив посаду головного тренера клубу після поразки AEK'а в груповому раунді Альфа Етнікі 2010-11 новачку Суперліги «Олімпіакос, Волос» із рахунком 1:3. 7 жовтня головним тренером команди призначений Маноло Хіменес, який попередньо тренував Севілью. В сезоні 2010-2011 AEK здобув Кубок Греції з футболу.
У сезоні 2012/13 в клубі почалася ігрова і економічна криза, наслідком чого став виліт АЕКа з Суперліги Греції вперше в історії команди. Крім того, АЕК повинен був почати чемпіонат з мінус 2 бали. 7 червня 2013 року було вирішено, що АЕК стане аматорським футбольним клубом, і не братиме участі в розіграші Футбольної ліги сезону 2013-14 років, віддаючи перевагу самореалізації та участі в Гамма Етнікі.
АЕКу вдалося легко виграти шосту групи дивізіону аматорської футбольної ліги, здобувши 23 перемоги, 3 нічиї та лише одне поразку. Таким чином, АЕК з першої спроби підвищився у класі, а наступного року також зайняв перше місце та повернувся в Суперлігу.
20 жовтня 2015 року Траянос Деллас, який підняв команду на два дивізіони за два роки, був змушений піти у відставку після розгромної поразки 0:4 від «Олімпіакоса». Стеліос Манолас був названий тимчасовим тренером, а пізніше Густаво Поєт був призначений новим головним тренером. 19 квітня Поєт подав у відставку, залишивши Маналаса тимчасовим тренером. Манолас зумів довести AEK до третього місця в чемпіонаті, а також несподівано здобув з командою Кубок Греції, перемігши «Олімпіакос» у фіналі 2:1. В підсумку перший сезон у верхньому дивізіоні після повернення став успішним і команда кваліфікувалась до єврокубків після п'ятирічної перерви.

## Емблема
У 1924 році була прийнята офіційна емблема AEK'а із зображенням двоголового орла (грец. Δικέφαλος Αετός — Дікефалос Аетос). Коли AEK був заснований грецькими біженцями із Константинополя після Греко-турецької війни 1919—1922 та Греко-турецького обміну населенням 1923, емблема і кольори (жовтий та чорний) були вибрані як нагадування залишеної батьківщини; вони уособлюють історичний зв'язок клубу із Константинополем.
Головна емблема AEK зазнала чималу кількість невеликих змін з 1924 по 1989 роки. Дизайн орла на футболці завжди відрізнявся від дизайну орла, зображеного на офіційних листах клубу, усіляких клубних товарах і рекламних матеріалах. Проте усі дизайни вважалися «офіційними» аж до 1989 року, коли була прийнята офіційна емблема, захищена авторським правом. На цій емблемі зображений двоглавий орел, який тримає у кігтях по одному мечу, а між головами якого — корона і напис AEK. Проте із такою емблемою клуб виступав лише до 1993 року, після чого була прийнята нова емблема. На сучасній емблемі зображений двоглавий орел із короною на кожній голові, а також меч, який орел тримає у правому пазурі, та напис — А.Е.К.

## Кольори клубу
Клубні кольори жовтий і чорний були прийняті через те, що AEK пов'язаний із Константинополем і Візантійською імперією.
Гравці AEK'а завжди грали в основному у футболках жовтого кольору (смугастих або однотонних), чорних трусах і в жовтих або чорних гетрах. Єдиним винятком була незвична проте визначна форма клубу у 1990-х роках, вироблена фірмою Kappa (на якій уздовж усієї футболки зображений двоглавий орел), або у останні роки, особливо для матчів у єврокубкових турнірах, коли футболісти AEK'а одягають жовті футболки, труси і гетри.
Традиційна виїзна форма AEK'а повністю чорного або білого кольорів; лише декілька разів клуб грав у світло-блакитній, сірій та темно-карміновій формі як третій запасній. У Греції немає ані домашньої, ані виїзної форми як такої. Команди завжди виступають у своїй основній формі, у тому випадку, якщо форма іншої команди відрізняється. У випадку, коли кольори іншої команди ідентичні або схожі, домашня команда, як правило, вдягає свою альтернативну форму; вдома AEK завжди виступає у альтернативній 3-й формі, у випадку, якщо футболісти команди-суперниці одягнені у жовту формі.
Сучасну форму AEK'а виготовляє компанія Puma, з якою підписаний контракт до 2011 року. Попередніми виробниками форми були Diadora, Kappa, Nike і Adidas. Першим спонсором клубу був Citizen (1984–1985), потім були Ethniki Asfalistiki і Phoenix Asfaleies (1988–1996), Geniki Bank (1996–1998), Firestone (1999), Marfin (1999—2001), Alpha Digital (2001—02), Piraeus Bank (2002—04), що зумовило суперечки і дискусії, через те, що банк знаходиться у Піреї, який представлений найголовнішим суперником AEK'а «Олімпіакосом», і TIM (2004—06). Поточний спонсор AEK'а — південнокорейська корпорація LG Group.

## Стадіон

Олімпійський вогонь під час церемонії відкриття літніх Олімпійських ігор 2004, Афінський олімпійський спортивний комплекс

З 2003 року, коли домашня арена AEK'а із 1930-х років «Нікос Гумас» була демонтована , клуб проводить домашні матчі на стадіоні «Спірідон Луїс» (також відомий як Олімпійський стадіон) у Афінах, який вміщує 71 030 глядачів. Афінський олімпійський спортивний комплекс або OAKA — один із найбільших спортивних комлексів у Європі. Основний Олімпійський стадіон був збудований 1979 році і був урочисто відкритий для проведення 13-го Чемпіонату Європи з легкої атлетики у 1982 році. У наступні роки до головного стадіону були прибудовані й інші спортивні споруди: Олімпійський велодром (відкритий у 1991 році). Олімпійська крита зала (1995), Олімпійський тенісний центр (2004), а також інші спортивні об'єкти. У Афінському олімпійському спортивному комплексі проводились Середземноморські ігри 1991, Чемпіонат світу з легкої атлетики 1997 р., Пісенний конкурс Євробачення 2006 і фінал Євроліги 2007 року, а також інші спортивні змагання та культурні заходи.
6 вересня 2007 року був підписаний договір про співробітництво між міністром фінансів і економіки Греції, Йоргосом Алогоскуфісом та президентом АЕКа Демісом Ніколаїдісом, в якому обговорювались деталі щодо проекту будівництва нового стадіону в Ано-Ліосії. Грецький уряд пообіцяв надати землю та інфраструктуру, в той час коли клуб має фінансувати будівництво самостійно. За умовами договору стадіон має вміщувати близько 50 000 глядачів і мати 5-ти зірковий рейтинг, проте дані про коштовність, права на стадіон та назву будуть відомі пізніше.

## Поточний склад
Станом на 12 квітня 2025
| №  | Поз. | Нац.       | Гравець            |
| -- | ---- | ---------- | ------------------ |
| 1  | ВР   | Албанія    | Томас Стракоша     |
| 2  | ЗХ   | Камерун    | Гарольд Мукуді     |
| 3  | ЗХ   | Греція     | Ставрос Піліос     |
| 4  | ПЗ   | Польща     | Даміан Шиманський  |
| 6  | ПЗ   | Данія      | Єнс Єнссон         |
| 8  | ПЗ   | Сербія     | Міят Гачинович     |
| 9  | ПЗ   | Аргентина  | Ерік Ламела        |
| 11 | НП   | Мавританія | Абубакарі Койта    |
| 12 | ЗХ   | Греція     | Лазарос Рота       |
| 13 | ПЗ   | Мексика    | Орбелін Пінеда     |
| 14 | НП   | Гаїті      | Францді П'єрро     |
| 16 | ПЗ   | Греція     | Сотіріс Цилуліс    |
| 18 | ЗХ   | Перу       | Александер Кальєнс |

| №  | Поз. | Нац.      | Гравець                   |
| -- | ---- | --------- | ------------------------- |
| 19 | ПЗ   | Швеція    | Ніклас Еліассон           |
| 20 | ПЗ   | Греція    | Петрос Манталос (капітан) |
| 21 | ЗХ   | Хорватія  | Домагой Віда              |
| 22 | ПЗ   | Іспанія   | Паоло Фернандес           |
| 23 | ПЗ   | Хорватія  | Роберт Любичич            |
| 24 | ЗХ   | Греція    | Герасімос Мітоглу         |
| 26 | НП   | Франція   | Антоні Марсьяль           |
| 28 | ЗХ   | Іран      | Ехсан Хаджсафі            |
| 29 | ЗХ   | Англія    | Мозес Одубаджо            |
| 37 | ПЗ   | Аргентина | Роберто Перейра           |
| 91 | ВР   | Італія    | Альберто Бріньйолі        |
| 99 | ВР   | Греція    | Георгіос Теохаріс         |

### Іноземні гравці
Лише 5 гравців, які не мають громадянства Європейського Союзу можуть бути заявлені на матчі Грецької Суперліги. Ті гравці без громадянства ЄС, що мають європейське коріння, мають право на громадянство тієї країни, звідки походять їхні предки. Якщо у гравця немає європейського коріння він може отримати грецьке громадянство, якщо виступає у країні щонайменше 7 років.

## Персонал

### Управління
- Президент: Нікос Танопулос
- Віце-президенти: Нікос Нотіас, Пантеліс Атініс
- Члени правління: Насос Танопулос, Гікас Гумас, Міхаліс Дімаракіс, Дімітріс Хідзіхрістос (представник AEK'а), Кіріакос Хінас (представник «Юніон 1924»)
- Зв'язки із громадськістю: Анті Папакоста
- Консультант з правових питань: Ксаріс Грігоріу
- Прес-аташе: Ліна Родіту, Панайотіс Ароніадіс і Тодоріс Загас
- Управління заходами: Алексіс Папагеоргіу
- Відділ безпеки: Акіс Такіс і Янніс Капоянніс
- Керівник відділу реалізації квитків: Спіліос Фотопулос
- Відділ реалізації квитків: Нікос Ксірокостас

Джерело:

## Досягнення
Внутрішні
- АльфаЕтнікі/Грецька Суперліга[15]

Переможець (13) : 1939, 1940, 1963, 1968, 1971, 1978, 1979, 1989, 1992, 1993, 1994, 2018, 2023
- Кубок Греції[16]

Переможець (16) : 1932, 1939, 1949, 1950, 1956, 1964, 1966, 1978, 1983, 1996, 1997, 2000, 2002, 2011, 2016, 2023
- Суперкубок Греції[17]

Переможець (2) :  1989, 1996
- Кубок Грецької Ліги[17]

Переможець (1) : 1990
Примітка: AEK (Афіни) єдиний грецький клуб, який здобув усі національні трофеї.

## Євротурніри
Найуспішніші кампанії
| Сезон                                              | Матч                                               | Рахунок                                            |                                                    |
| Кубок Європейських чемпіонів / Ліга чемпіонів УЄФА | Кубок Європейських чемпіонів / Ліга чемпіонів УЄФА | Кубок Європейських чемпіонів / Ліга чемпіонів УЄФА | Кубок Європейських чемпіонів / Ліга чемпіонів УЄФА |
| -------------------------------------------------- | -------------------------------------------------- | -------------------------------------------------- | -------------------------------------------------- |
| 1971—72                                            | AEK — «Інтернаціонале»                             | 3-2                                                |                                                    |
| 1978—79                                            | AEK — «Порту»                                      | 6-1                                                |                                                    |
| 1989—90                                            | AEK — «Динамо» (Дрезден)                           | 5-3                                                |                                                    |
| 1992—93                                            | AEK — ПСВ                                          | 1-0                                                |                                                    |
| 1994—95                                            | AEK — «Рейнджерс»                                  | 2-0                                                |                                                    |
| 1994—95                                            | «Рейнджерс» — AEK                                  | 0-1                                                |                                                    |
| 2002—03                                            | AEK — «Реал Мадрид»                                | 3-3                                                |                                                    |
| 2002—03                                            | «Реал Мадрид» — AEK                                | 2-2                                                |                                                    |
| 2006—07                                            | AEK — «Мілан»                                      | 1-0                                                |                                                    |
| Кубок Кубків УЄФА                                  |                                                    |                                                    |                                                    |
| 1964—65                                            | AEK — «Динамо» (Загреб)                            | 2-0                                                |                                                    |
| 1997—98                                            | AEK — «Штурм» (Грац)                               | 2-0                                                |                                                    |
| Кубок УЄФА / Ліга Європи УЄФА                      |                                                    |                                                    |                                                    |
| 1976—77                                            | AEK — «Динамо» (Москва)                            | 2-0                                                |                                                    |
| 1976—77                                            | AEK — «Дербі Каунті»                               | 2-0                                                |                                                    |
| 1976—77                                            | «Дербі Каунті» — AEK                               | 2-3                                                |                                                    |
| 1976—77                                            | AEK — «Црвена Звезда»                              | 2-0                                                |                                                    |
| 1976—77                                            | AEK — КПР                                          | 3-0                                                |                                                    |
| 1985—86                                            | AEK — «Реал Мадрид»                                | 1-0                                                |                                                    |
| 1991—92                                            | AEK — «Спартак» (Москва)                           | 2-1                                                |                                                    |
| 2000—01                                            | «Байєр 04» — AEK                                   | 4-4                                                |                                                    |
| 2000—01                                            | AEK — «Байєр 04»                                   | 2-0                                                |                                                    |
| 2007—08                                            | AEK — «Ред Булл» (Зальцбург)                       | 3-0                                                |                                                    |

| Сезон                                              | Матч                                               | Рахунок                                            |                                                    |
| Кубок Європейських чемпіонів / Ліга чемпіонів УЄФА | Кубок Європейських чемпіонів / Ліга чемпіонів УЄФА | Кубок Європейських чемпіонів / Ліга чемпіонів УЄФА | Кубок Європейських чемпіонів / Ліга чемпіонів УЄФА |
| -------------------------------------------------- | -------------------------------------------------- | -------------------------------------------------- | -------------------------------------------------- |
| 1968—69                                            | AEK — «Женесс»                                     | 3-0                                                |                                                    |
| 1978—79                                            | AEK — «Порту»                                      | 6-1                                                |                                                    |
| 2006—07                                            | AEK — «Хартс»                                      | 3-0                                                |                                                    |
| Кубок Кубків УЄФА                                  |                                                    |                                                    |                                                    |
| 1996—97                                            | AEK — «Олімпія» (Любляна)                          | 4-0                                                |                                                    |
| 1997—98                                            | AEK — «Дінабург»                                   | 5-0                                                |                                                    |
| Кубок УЄФА / Ліга Європи УЄФА                      |                                                    |                                                    |                                                    |
| 1976—77                                            | AEK — КПР                                          | 3-0                                                |                                                    |
| 1977—78                                            | AEK — «АСА» (Тиргу-Муреш)                          | 3-0                                                |                                                    |
| 1998—99                                            | AEK — «Ференцварош»                                | 4-0                                                |                                                    |
| 1999—00                                            | AEK — «Торпедо» (Кутаїсі)                          | 6-1                                                |                                                    |
| 2000—01                                            | AEK — «Херфьолге»                                  | 5-0                                                |                                                    |
| 2001—02                                            | AEK — «Гревенмахер»                                | 6-0                                                |                                                    |
| 2002—03                                            | AEK — «Маккабі» (Хайфа)                            | 4-0                                                |                                                    |
| 2002—03                                            | «Маккабі» (Хайфа) — AEK                            | 1-4                                                |                                                    |
| 2007—08                                            | AEK — «Ред Булл» (Зальцбург)                       | 3-0                                                |                                                    |
| 2009—10                                            | AEK — «Васлуй»                                     | 3-0                                                |                                                    |

### Інші пам'ятні рекорди
- AEK (Афіни) — єдиний грецький клуб, який грав у чвертьфіналах усіх головних європейських турнірів.
- AEK (Афіни) — єдиний грецький клуб, який дійшов до півфіналу Кубка УЄФА (1976—77).
- AEK (Афіни) — єдиний грецький клуб, який зіграв у груповому етапі Лізі чемпіонів, не програвши жодного матчу (2002—03).
- AEK (Афіни) — єдиний грецький клуб, який дійшов до 1/16 Кубка УЄФА у 3 сезонах поспіль (2000—01, 2001—02, 2002—03).
- AEK (Афіни) — єдиний грецький клуб, який дійшов до 1/16 Кубка володарів Кубків УЄФА у 3 сезонах поспіль (1995—96, 1996—97, 1997—98).
- AEK (Афіни) — єдиний грецький клуб, який дійшов до 1/16 європейських турнірів у 4 сезонах поспіль 1995, 1996, 1997, 1998.
- AEK (Афіни) — єдиний грецький клуб, який брав участь у чвертьфіналі європейських змагань два сезони поспіль (1996—97, 1997—98).
- AEK (Афіни) — єдиний грецький клуб, який брав участь у європейських змаганнях 22 роки поспіль (1988—2010).
- AEK (Афіни) — перший грецький клуб, який дійшов до півфіналу Кубка чемпіонів (1968—69).
- AEK (Афіни) — перший грецький клуб, який взяв участь у груповому раунді розіграшу Ліги чемпіонів. (1994—95).

## Рейтинги УЄФА
| Місце | Положення | Попереднє | Країна     | Команда             | Очки   |
| ----- | --------- | --------- | ---------- | ------------------- | ------ |
| 72    |           | 75        | Іспанія    | «Атлетик»           | 29.753 |
| 73    |           | 69        | Румунія    | «Динамо» (Бухарест) | 29.415 |
| 74    |           | 83        | Греція     | AEK (Афіни)         | 27.892 |
| 75    |           | 85        | Франція    | «Страсбур»          | 27.490 |
| 76    |           | 77        | Нідерланди | «Феєнорд»           | 26.988 |

| Місце | Положення | Попереднє | Країна    | Ліга                         | Очки   |
| ----- | --------- | --------- | --------- | ---------------------------- | ------ |
| 12    |           | 10        | Шотландія | Прем'єр-ліга Клайдсдейл Банк | 26.875 |
| 13    |           | 16        | Швейцарія | Сіперліга Акспо              | 24.850 |
| 14    |           | 14        | Греція    | Грецька Суперліга            | 23.915 |
| 15    |           | 13        | Бельгія   | Ліга Жюпіле                  | 21.325 |
| 16    |           | 19        | Данія     | Ліга SAS                     | 20.650 |

дані на 29 серпня 2008

### Статистика виступів клубу в турнірах УЄФА
| Турнір                                             | М   | Пер | Н  | Пор | ГЗ  | ГП  |
| -------------------------------------------------- | --- | --- | -- | --- | --- | --- |
| Кубок Європейських чемпіонів / Ліга чемпіонів УЄФА | 64  | 16  | 20 | 28  | 71  | 101 |
| Ліга Європи УЄФА / Кубок УЄФА                      | 116 | 39  | 24 | 53  | 158 | 174 |
| Кубок Кубків УЄФА                                  | 22  | 10  | 3  | 9   | 33  | 27  |
| Кубок ярмарків                                     | 2   | 0   | 0  | 2   | 0   | 4   |
| Всього                                             | 204 | 65  | 47 | 92  | 262 | 306 |

Останнє оновлення: 24 серпня 2017

## Тренери
У цьому списку подані останні 10 тренерів AEK’а:
| Ім'я                 | Нац.               | З                 | По                | Результат | Результат | Результат | Результат | Результат | Результат | Результат | Досягнення     |
| Ім'я                 | Нац.               | З                 | По                | О         | Пер       | Н         | Пор       | ГЗ        | ГП        | %П        |                |
| -------------------- | ------------------ | ----------------- | ----------------- | --------- | --------- | --------- | --------- | --------- | --------- | --------- | -------------- |
| Янніс Патіакакіс     | Греція             | 9 січня 2000      | 24 січня 2001     | 59        | 37        | 10        | 12        | 143       | 70        | 62.71     | 1 Кубок Греції |
| Тоні Савевскі*       | Північна Македонія | 25 січня 2001     | 15 червня 2001    | 17        | 11        | 1         | 5         | 32        | 18        | 64.70     | –              |
| Фернанду Сантуш      | Португалія         | 17 червня 2001    | 9 травня 2002     | 51        | 38        | 5         | 8         | 134       | 51        | 74.50     | 1 Кубок Греції |
| Душан Баєвіч         | Сербія             | 20 травня 2002    | 25 січня 2004     | 82        | 45        | 23        | 14        | 166       | 78        | 54.87     | –              |
| Іліе Думітреску      | Румунія            | 2 лютого 2004     | 25 травня 2004    | 16        | 8         | 3         | 5         | 24        | 20        | 50.00     | –              |
| Фернанду Сантуш      | Португалія         | 20 липня 2004     | 13 травня 2006    | 96        | 47        | 23        | 16        | 115       | 69        | 48.95     | –              |
| Льоренс Серра Феррер | Іспанія            | 7 червня 2006     | 12 лютого 2008    | 71        | 39        | 13        | 19        | 122       | 67        | 54.92     | –              |
| Нікос Костеноглу     | Греція             | 12 лютого 2008    | 14 травня 2008    | 18        | 10        | 5         | 3         | 35        | 19        | 55.55     | –              |
| Йоргос Доніс         | Греція             | 14 травня 2008    | 17 листопада 2008 | 10        | 3         | 6         | 1         | 13        | 12        | 30.00     | –              |
| Душан Баєвіч         | Сербія             | 21 листопада 2008 | —                 | 42        | 21        | 12        | 10        | 54        | 36        | 50.00     | –              |

Позначення
* Виконував обов'язки головного тренера.
† Виконував обов'язки головного тренера, після чого був призначений на посаду головного тренера.
Рахуються лише ті матчі, у яких рахунок був зафіксований в основний час, тобто сюди не включені результати післяматчевих пенальті.
Дані на 11 червня 2009.

## Відомі тренери
| - Костас Негропонтіс - Янніс Патіакакіс - Тріфон Дзанетіс - Стен Андерсон - Душан Баєвіч | - Любіша Тумбаковіч - Драгослав Степановіч - Олег Блохін - Златко Чайковскі - Єньо Чакнаді | - Ференц Пушкаш - Франтішек Фадрхонк - Ежен Жерарс - Яцек Гмох - Фернанду Сантуш | - Гельмут Сенековіч - Льоренс Серра Феррер |

## Президенти
| - Константінос Спанудіс: 1924—32 - Александрос Строгілос: 1932—33 - Константінос Саріфіс: 1933—35 - Константінос Теофанідіс: 1935—37 - Константінос Хрісопулос: 1937—38 - Вассіліос Фрідас: 1938—40 - Еміліос Іонас: 1945—49 - Спірідон Скурас: 1949—50 - Георгіос Мелас: 1950—52 - Елефтеріос Венізелос: 1952 - Георгіос Хрісафідіс: 1952—57 - Ніколаос Гумас: 1957—63 - Александрос Макрідіс: 1963—66 - Георгіос Тубалідіс: 1966 - Міхаїл Трікоглу: 1966—67 | - Еммануїл Каліцунакіс: 1967 - Космас Кіріакідіс: 1967—68 - Іліас Георгопулос: 1968—69 - Георгіос Хрісафідіс: 1969—70 - Космас Хадзіхаралабус: 1970—73 - Дімітріос Аврамідіс: 1973 - Іоанніс Теодоракопулос: 1973—74 - Лукас Барлос: 1974—81 - Андреас Зафіропулос: 1981—82 - Міхаліс Аркадіс: 1982—83 - Елефтеріос Панагідіс: 1983—84 - Андреас Зафіропулос: 1984—88 - Ефстратіос Гідопулос: 1988—91 - Константінос Генеракіс: 1991—92 - Дімітріос Меліссанідіс: 1992—93 | - Іоанніс Каррас: 1993—1994 - Дімітріос Меліссанідіс: 1994—95 - Міхаліс Троханас: 1995—97 - Георгіос Кіріопулос: 1997 - Алексіс Кугіас: 1997 - Лікіс Ніколау: 1997—98 - Константінос Генеракі: 1998—99 - Стефанос Мамадзіс: 1999—00 - Корнеліус Сірхьойс: 2000—01 - Філонас Антонопулос: 2001 - Харілаос Псоміадіс: 2001—03 - Іоанніс Граніцас: 2003—04 - Деміс Ніколаїдіс: 2004—2008 - Георгіос Кінтіс: 2008—2009 - Нікос Танопулос: 2009— |

## Відомі гравці
| - Йоргос Агороянніс - Александрос Александріс - Хрістос Ардізоглу - Іліас Атмацідіс - Ангелос Басінас - Даніел Батішта - Вассіліс Борбокіс - Нікос Хрістідіс - Йоргос Дедес - Траянос Деллас - Васіліс Дімітріадіс - Міміс Домазос - Йоргос Доніс - Костас Елефтеракіс - Лісандрос Георгамліс - Грігоріс Георгатос - Хараламбос Індзоглу - Янніс Калідзакіс - Міхаліс Капсіс - Йоргос Карафескос - Вайос Караянніс - Такіс Карайозопулос - Міхаліс Касапіс - Сотіріос Кіріакос - Харіс Копіціс - Нікос Костеноглу - Хрістос Костіс - Костас Кацураніс | - Вассіліс Лакіс - Нікос Ліберопулос - Стеліос Манолас - Дімітріс Маркос - Клеантіс Маропулос - Томас Маврос - Антоніс Міну - Тасос Мітропулос - Дімітріс Наліціс - Костас Негрепонтіс - Костас Несторідіс - Деміс Ніколаїдіс - Костас Ніколаїдіс - Лакіс Ніколау - Такіс Нуколудіс - Теологіс Пападопулос - Міміс Папаіоанну - Павлос Папаіоанну - Андреас Папаеммануїл - Сократіс Папастатопулос - Васіліс Пліацікас - Петрос Равусіс - Дімітріс Саравакос - Стеліос Серафеїдіс - Стеліос Скевофілакас - Андреас Стаматіадіс - Лакіс Стергіудас - Панайотіс Коне | - Стефанос Теодорідіс - Апостолос Тоскас - Васіліс Ціартас - Тріфон Дзанетіс - Міхаліс Влахос - Вангеліс Влахос - Акіс Зікос - Теодорос Загоракіс - Бруну Алвеш - Антоніу Фолья - Едінью - Родольфо Арруабаррена - Фернандо Навас - Агустін Пеллетьєрі - Паоло Ассунсао - Емерсон - Жуліо Сезар - Рівалдо - Душан Баєвіч - Франьо Владіч - Хрісто Бонєв - Іліян Ілієв - Мілен Пєтков - Вальтер Сентено - Маурісіо Райт - Драган Чіріч - Ілія Івіч | - Бруно Чірілло - Стефано Соррентіно - Антон Добош - Мартон Ештерхазі - Даніель Тьожер - Арнар Гретарссон - Темурі Кецбая - Карлос Гамарра - Мохамед Каллон - Френк Клопас - Бледар Кола - Міхел Крек - Лефтер Кючюкандоньядіс - Хенрік Нільсен - Іоанніс Оккас - Йоргос Саввідіс - Мірослав Оконьський - Джим Патікас - Тревор Росс - Рефік Шабанаджовіч - Хокан Сандберг - Тоні Савевскі - Крістофер Вре - Іфеаньї Удезе - Олег Венглинський - Мілтон Вієра - Вальтер Вагнер |

Див. також Гравці AEK’а (Афіни)

## Статистика
| #  | Ім'я                 | Матчі |
| -- | -------------------- | ----- |
| 1  | Міміс Папаіоанну     | 483   |
| 2  | Стеліос Манолас      | 451   |
| 3  | Тоні Савевскі        | 365   |
| 4  | Стеліос Скевофілакас | 293   |
| —  | Лакіс Ніколау        | 293   |
| 6  | Томас Маврос         | 277   |
| 7  | Андреас Стаматіадіс  | 269   |
| 8  | Петрос Рувусіс       | 263   |
| 8  | Хрістос Ардізоглу    | 261   |
| 10 | павлос Папаіоанну    | 255   |
| 11 | Міхаліс Касапіс      | 254   |

| #  | Ім'я                | Голи |
| -- | ------------------- | ---- |
| 1  | Міміс Папаіоанну    | 233  |
| 2  | Томас Маврос        | 174  |
| 3  | Костас Несторідіс   | 140  |
| 4  | Деміс Ніколаїдіс    | 125  |
| 5  | Костас Ніколаїдіс   | 94   |
| 6  | Васіліс Дімітріадіс | 81   |
| 7  | Васіліс Ціартас     | 80   |
| 8  | Нікос Ліберопулос   | 67   |
| 9  | Даніел Батішта      | 66   |
| 10 | Душан Баєвіч        | 65   |

| Рік  | Ім'я                | Голи |
| ---- | ------------------- | ---- |
| 1960 | Костас Несторідіс   | 33   |
| 1961 | Костас Несторідіс   | 27   |
| 1962 | Костас Несторідіс   | 29   |
| 1963 | Костас Несторідіс   | 23   |
| 1964 | Міміс Папаіоанну    | 29   |
| 1966 | Міміс Папаіоанну    | 24   |
| 1976 | Йоргос Дедес        | 15   |
| 1978 | Томас Маврос        | 22   |
| 1979 | Томас Маврос        | 31   |
| 1980 | Душан Баєвіч        | 25   |
| 1985 | Томас Маврос        | 27   |
| 1988 | Хенрік Нільсен      | 21   |
| 1992 | Васіліс Дімітріадіс | 28   |
| 1993 | Васіліс Дімітріадіс | 33   |
| 1994 | Алекос Александріс  | 24   |
| 1996 | Васіліс Ціартас     | 26   |
| 1999 | Деміс Ніколаїдіс    | 22   |
| 2007 | Нікос Ліберопулос   | 18   |
| 2008 | Ісмаель Бланко      | 19   |
| 2009 | Ісмаель Бланко      | 14   |

Примітки:
- Жирним текстом позначені діючі гравці
- Дані станом на 27 серпня 2009

Найбільша відвідуваність
| Суперник         | Стадіон              | Дата              | Глядачів |
| ---------------- | -------------------- | ----------------- | -------- |
| «Панатінаїкос»   | Олімпійський стадіон | 23 травня 1986    | 74.473   |
| «Олімпіакос»     | Олімпійський стадіон | 9 лютого 1986     | 74.241   |
| ПАОК             | Олімпійський стадіон | 29 червня 1983    | 73.000   |
| «Мілан»          | Олімпійський стадіон | 21 листопада 2006 | 65.000   |
| «Олімпіакос»     | Олімпійський стадіон | 7 листопада 2004  | 63.129   |
| ПАОК             | Олімпійський стадіон | 2 вересня 1985    | 57.000   |
| «Олімпіакос»     | Олімпійський стадіон | 2 лютого 1986     | 56.000   |
| «Інтернаціонале» | Олімпійський стадіон | 13 вересня 1986   | 55.196   |
| «Олімпіакос»     | Олімпійський стадіон | 1 лютого 2009     | 45.000   |
| «Панатінаїкос»   | Олімпійський стадіон | 8 січня 2005      | 45.000   |
| «Хартс»          | Олімпійський стадіон | 23 серпня 2006    | 43.000   |
| «Олімпіакос»     | Олімпійський стадіон | 30 березня 2008   | 42.000   |
| «Панатінаїкос»   | Олімпійський стадіон | 2 березня 2008    | 41.000   |
| ПАОК             | Олімпійський стадіон | 10 квітня 2005    | 41.000   |
| «Реал Мадрид»    | Олімпійський стадіон | 23 вересня 1985   | 40.000   |
| «Андерлехт»      | Олімпійський стадіон | 26 вересня 2006   | 38.982   |
| «Астерас»        | Олімпійський стадіон | 20 квітня 2008    | 37.996   |

## Спонсори і виробники форми
| Період    | Виробник | Спонсор             |
| --------- | -------- | ------------------- |
| 1978—82   | Adidas   | нема                |
| 1982—84   | Zita     | Citizen             |
| 1984—85   | Zita     | Nissan              |
| 1985—86   | Zita     | нема                |
| 1986—89   | Zita     | Ethniki Asfalistiki |
| 1989—90   | Diadora  | Ethniki Asfalistiki |
| 1990—93   | Diadora  | нема                |
| 1993—95   | Basic    | Phoenix Asfaleies   |
| 1995—96   | Kappa    | Ethniki Asfalistiki |
| 1996—98   | Kappa    | Geniki Bank         |
| 1999      | Kappa    | Firestone           |
| 1999—2000 | Kappa    | Marfin              |
| 2000—01   | Nike     | Marfin              |
| 2001—02   | Nike     | Alpha Digital       |
| 2002—04   | Nike     | Piraeus Bank        |
| 2004      | Nike     | TIM                 |
| 2005—06   | Adidas   | TIM                 |
| 2006—07   | Adidas   | LG                  |
| 2007—11   | Puma     | LG                  |

## Гімн клубу
Гімн клубу AEK написав відомий грецький співак Стеліос Казандзідіс, а виконав гравець AEK’а — Міміс Папаіоанну. 
Гімн клубу AEK [Архівовано 6 березня 2012 у Wayback Machine.]